# Bárbara Sánchez (futbolista)
Bárbara Virginia Sánchez Rondón (Venezuela, 3 de octubre de 1990) es una jugadora venezolana de futsal y fútbol. Juega de volante ofensiva o delantera y su equipo actual es la Universidad de Chile de la Primera División Femenina de Chile. Además, es seleccionada adulta de la selección de futsal y fútbol de su país.

## Trayectoria
Comenzó a jugar al fútbol desde pequeña, gracias a sus primos y familiares, logrando jugar por la selección del Estado de su ciudad, Guárico en Venezuela. A los 16 años emigró desde su ciudad natal hasta la capital venezolana Caracas, en donde se integró al fútbol sala llegando a representar a la selección nacional.
Fue elegida como la capitana de la Selección femenina de fútbol sala de Venezuela, jugando en los Mundiales del año 2010, 2011 y 2012. 
En el año 2017, emigra a Chile en busca de trabajo, por diferentes situaciones, se le da la oportunidad de probar suerte en el fútbol, quedando en la Universidad de Chile, equipo en el cual aún milita en la actualidad siendo una de las armas ofensivas más importantes en el equipo.
Durante el 2020 con la llegada de Carlos Véliz, toma un protagonismo en el plantel destacando su entrega y su compromiso por el equipo, jugando la gran parte del Torneo de Transición Femenino 2020 (Chile) como delantera. En 2021 tras un gran arranque en el Campeonato Femenino Caja los Andes 2021 y siendo vital para que su club llegase invicto a la fase de playoffs, la nominan a la Selección femenina de fútbol de Venezuela en el mes de septiembre, debutando en un partido amistoso contra Yaracuyanos el 21 de septiembre ingresando en el segundo tiempo.

## Desempeño en Clásicos
Durante el superclásico femenino de 2018 tuvo un mal desempeño, siendo sustituía a los 28 minutos del primer tiempo. Desde ese partido se juramentó en mejorar su imagen durante los partidos, además de poder adaptarse al equipo y al cambio de cancha, ya que recién se adaptaba a la cancha de 11 contra 11. El 15 de marzo de 2019 anota su primer gol ante Colo-Colo en el Estadio Monumental mediante tiro libre, lo que significó una seguidilla de buenas actuaciones contra el cuadro colocolino desde ese partido, logrando la cifra hasta la fecha de 6 goles. Su último gol fue durante la semifinal de ida del Primera División de Fútbol Femenino 2021 (Chile) tras un centro de Yael Oviedo, que conectó de cabeza. Posteriormente hace una celebración al estilo Juan Román Riquelme aludiendo a la barra de Colo-Colo, que durante la mayoría de aquel partido estuvo insultando a las jugadoras de Universidad de Chile, además de empezar a tirarle cosas a la cancha después de su gol, lo que provocó un golpe de efecto durante el desarrollo de aquel cotejo, coronando la primera victoria de la rama femenina en la cancha principal del Estadio Monumental (Chile). 
Actualmente se encuentra a un gol de igualar el récord de Diego Rivarola como el jugador o jugadora extranjera con más goles anotados contra Colo-Colo (Diego Rivarola anotó en 7 oportunidades). El récord de súper clásicos considerando masculino y femenino lo ostentan Carlos Campos y Esteban Paredes con 16 goles.

## Estadísticas

### Clubes
| Club                 | País  | Año           |
| -------------------- | ----- | ------------- |
| Universidad de Chile | Chile | 2018-presente |

## Palmarés

### Títulos nacionales
| Título              | Club                 | País  | Año  |
| ------------------- | -------------------- | ----- | ---- |
| Campeonato Nacional | Universidad de Chile | Chile | 2021 |